# Institut võruštiny

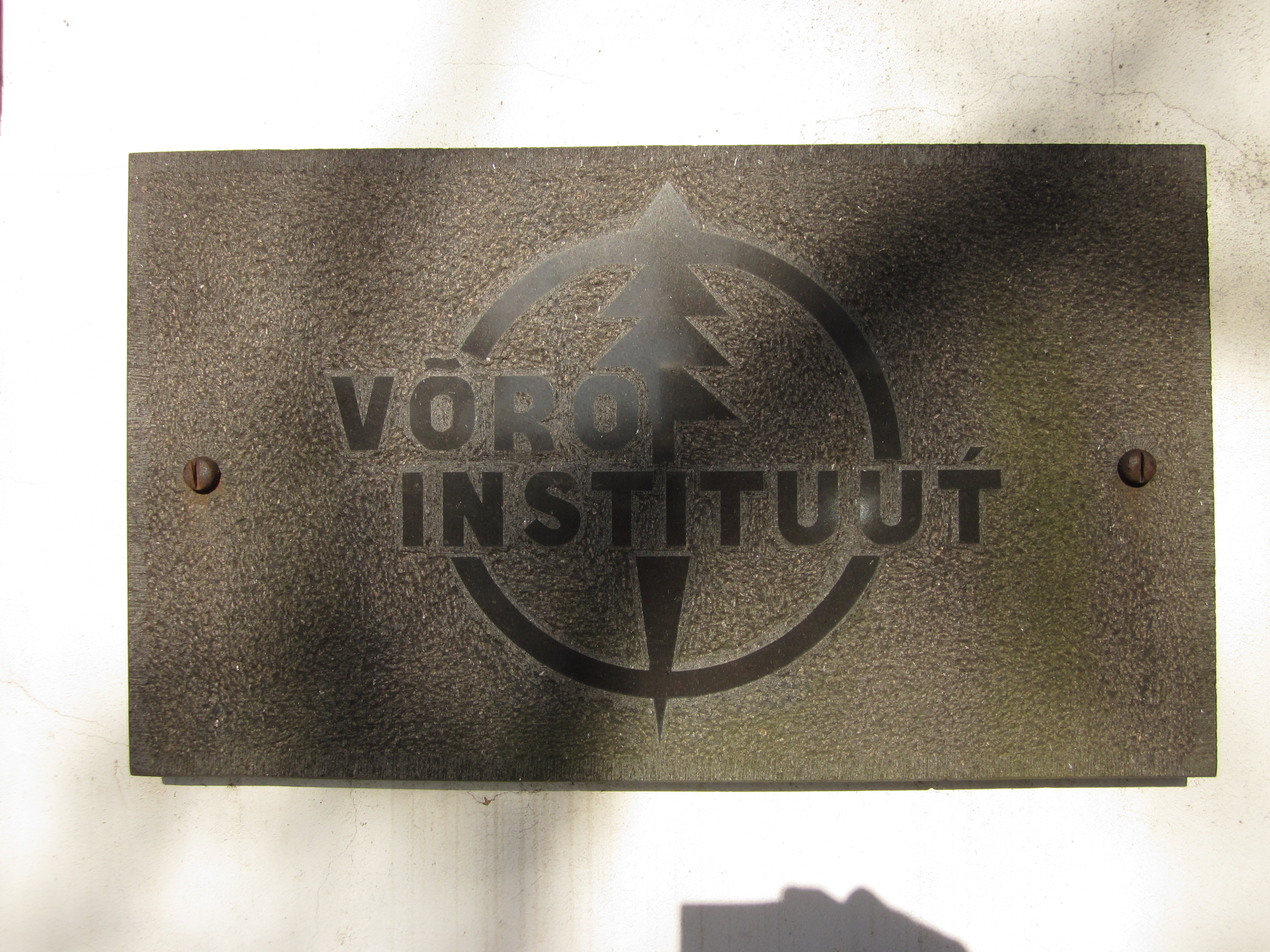
Logo institutu

Institut võruštiny (võrusky Võro Instituut) je estonská státní výzkumná a rozvojová instituce určená k zachování võruského jazyka a kultury.

## Historie
Institut byl založen estonskou vládou v roce 1995 a nachází se ve městě Võru v jižním Estonsku. První ředitelé ústavu byli Enn Kasak (1995–1997) a Kaido Kama (1997–2004), následovala Külli Eichenbaum a od roku 2010 je ředitelem Rainer Kuuba, výzkumy má v ústavu na starosti toponomastik Evar Saar a lexikolog Sulev Iva.

## Činnost
Institut se zabývá širokým spektrem činností, aby překonala problémy hrozící minoritním jazykům, zahrnující ustanovení školních programů, řízení lingvistického a regionálního výzkumu, zachovávání názvů míst a jejich příslušné historie (většinou pod vedením Evara Saara), publikování znalostí a školních učebnic võruštiny a organizování každoročních konferencí. Cílem těchto aktivit je podnícení Võrů, aby mluvili svým vlastním jazykem a uchovali si svůj charakteristický styl života.